# 楊賜
楊賜（？—185年），字伯獻，弘農郡華陰縣人，東漢大臣，出身自東漢世族「弘農楊氏」，祖父楊震，父親楊秉，楊賜以及兒子楊彪皆位至太尉，時人有「四世太尉」之稱。

## 生平
年少時因家學淵源，又師從桓焉，因此精通尚書，篤志博聞，常隱居教授弟子，不接受州郡禮命。後來被大將軍梁冀征辟入府，因為志趣不投，外放出任陳倉令，也因病未就職。公車徵不至，也連續辭讓了三公禮命，最後才以司空高第，升任侍中、越騎校尉。

### 身為帝師
建寧元年（168年），漢靈帝正值受學，於是詔令三公推薦一名精通尚書且有名望的人，三公們推薦了楊賜。於是楊賜開始在華光殿中替靈帝侍講，成為了帝師，這段時間裡，楊賜也升任少府、光祿勳。

### 直言進諫
建寧二年（169年），一條青蛇出現在皇帝寶座上，靈帝以此問楊賜，楊賜因此上書表示祥瑞和災禍不會憑空而來，蛇代表女子，因此蛇變出現代表后妃戚族掌握朝政，只要君王有所改進，災難就會停止，轉變為祥瑞發生。
熹平二年（173年），楊賜代替宗俱升任司空，同年七月就因為災異被罷免，後來又出任光祿大夫。熹平五年（176年），楊賜代袁隗升任司徒。在楊賜司徒的任期中，因為朝政敗壞，爵位的授予沒有次序，靈帝又愛微服出遊外苑，於是楊賜便上書勸阻。後來因為徵辟黨人而被罷免，經府吏童恢力爭而改任光祿大夫。
光和元年（178年），白天有虹蜺出現在嘉德殿前，靈帝對此非常厭惡，於是召集了楊賜、馬日磾、張華、蔡邕、單颺等，並以王甫、曹節主持討論。楊賜上書抨擊後宮婢女宦官以及鴻都門學的文人掌政以及靈帝愛好遊玩導致朝政混亂，後來奏章被曹節等人看到，所幸楊賜因為身為帝師，才得以免罪。
光和二年（179年），楊賜代劉郃升任司徒。光和三年（180年），靈帝想要興建畢圭苑和靈昆苑，楊賜也上書勸阻，靈帝本來也打算停止興建，但是在樂松、任芝的慫恿下又決定繼續興建。光和四年（181年），楊賜因病被罷免，改任太常。

### 黃巾對策
楊賜任司徒時，曾對於當時盛行的太平道提出見解，認為張角等人勢力越發擴張，如果貿然使州郡搜捕，可能激起事態產生變化，不如先調查每個人的戶籍，使離開本籍的人返回原籍，孤弱他們的力量，再誅殺其渠帥，便可以輕鬆平定可能的禍亂。但奏章上呈之後，因為楊賜被罷免，奏章就留在皇宮中不了了之。光和五年（182年），楊賜代許戫升任太尉。中平元年（184年），因為直言黃巾之亂的實情，觸怒靈帝，被以平亂不力而罷免。稍後，靈帝翻閱檔案，才發現楊賜有關張角的奏章，因此封楊賜為臨晉侯。

### 軼聞
楊賜受封臨晉侯，食邑五百戶，楊賜上奏表示不宜單獨受封，願意分食邑給同是當年侍講的劉寬和張濟，因此靈帝便同樣也封賞了劉寬和張濟的兒子。
在任光祿勳時，尚書崔寔病卒，崔寔為官清廉，家無餘財，楊賜和袁逢、段熲等出錢為崔寔準備棺廓下葬。
王允任豫州刺史時得罪宦官而下獄，楊賜為了不讓王允遭受苦打，遣人勸告王允，並和何進、袁隗共同上書營救，才使得王允免於死罪。

### 後事
後來楊賜升任尚書令，又轉任廷尉，楊賜以非法家而推辭，靈帝特許楊賜以特進身分回府。中平二年（185年），楊賜代張溫升任司空，沒多久楊賜便病逝。死後靈帝特別著喪服服喪三日，贈東園棺廓及錢三百萬、布五百匹，以左中郎將郭儀持節追位特進，贈驃騎將軍，諡文烈。安葬時，又讓侍御史持節送喪，遣羽林騎輕車介士，前後鼓吹，又讓驃騎將軍下屬和司空法駕送葬至墓地，公卿以下都參加了葬禮，足見當時楊賜地位之崇高。

## 評價
《後漢書》贊曰：「楊氏載德，仍世柱國。震畏四知，秉去三惑。賜亦無諱，彪誠匪忒。脩雖才子，渝我淳則。」
漢靈帝：「故司空臨晉侯賜，華嶽所挺，九德純備，三葉宰相，輔國以忠。朕昔初載，授道帷幄，遂階成勳，以陟大猷。師範之功，昭于內外，庶官之務，勞亦勤止。七在卿校，殊位特進，五登袞職，弭難乂寧。雖受茅土，未答厥勳，哲人其萎，將誰諮度！朕甚懼焉。禮設殊等，物有服章。今使左中郎將郭儀持節追位特進，贈司空驃騎將軍印綬。」
又曰：「大司馬楊賜，敦德允元，忠愛恭懿。」
蔡邕：「赫赫烈侯，卓爾超倫，於惟楊公，乃華降神，故能明哲，德亞聖人。受茲介福，位極人臣，包羅五典，本道根真，為國之師，誨尚經文。頻歷鄉校，五登鼎鉉，建名著忠。磪越前賢，攘災興化，蟊蠈不臻。風雨以時，屢獲有年，三葉宰相，應祚于天，臨晉是侯。子子孫孫，億兆不窮。如山之堅，四時潔祠，以承奉尊，祀事孔明，奉亡如存，馥馥芬芬，以慰顯魂。」
又曰：「巍巍聖猷，匪師不昭，小子困蒙，匪師不教，於皇文父，邈哉伊超。如玉之固，如嶽之喬，鑽之斯堅，仰之彌高，示我顯德，授我無隱，正席傳道，承帝之問，誨茲一人，萬邦作順。微微我徒，實賴遺訓，文武作式，元勛既奮，光啟爵土，垂統末胤，存榮亡哀，歾而不泯。」
又曰：「天鑒有漢，誕生元輔，世作三事，勛在王府，乃及伊公，克光前矩，悉心畢力，胤其祖武，化洽群心，澤漫綿宇，帝曰文烈。朕嘉君功，為邑河渭，建茲土封，申備九錫，以祚其庸，位此特進，于異群公。昔在申呂，匡佐周宣，嵩山作頌，《大雅》揚言。今我文烈，帝載用熙，參光日月，比功四時，身歾名存，永世慕思。」

## 親屬

### 曾祖父
楊寶，「結草銜環」的「銜環」典故的主人翁，終生隱居未仕。

### 祖父
楊震，東漢司徒、太尉，時人譽為「關西孔子」。

### 父輩
楊牧，楊震長子，富波相。

楊秉，楊震中子，官至太尉。

楊奉，楊震少子，篤志博聞，議者以為能世其家。

### 同輩
楊敷，楊奉子，早卒。

### 子輩
楊彪，楊賜子，官至太尉。

楊琦，楊牧孫，官至侍中，曾助漢獻帝逃亡洛陽。

楊觿，楊敷子，官至侍中，曾助漢獻帝逃亡洛陽，以功封蓩亭侯。

### 孫輩
楊修，楊彪子，漢末文學家，仕至丞相主簿。為曹操所殺。

楊亮，楊琦子，因楊琦功封為陽成亭侯。

### 曾孫輩
楊囂，楊修子，官至典軍將軍。

### 玄孫輩
楊淮，楊囂子，官至太常。

### 後世
楊佺期，官至龍驤將軍、雍州刺史，和殷仲堪共同反抗桓玄而敗死。